# Barrage Lakhmess
 (novembre 2020).
Si vous disposez d'ouvrages ou d'articles de référence ou si vous connaissez des sites web de qualité traitant du thème abordé ici, merci de compléter l'article en donnant les références utiles à sa vérifiabilité et en les liant à la section « Notes et références ».
Le barrage Lakhmess (arabe : سد الأخماس) est un barrage tunisien inauguré en 1966, sur l'oued Lakhmess, situé à environ quinze kilomètres au sud-est de Siliana, dans le gouvernorat de Siliana.
Les principaux oueds qui alimentent le barrage en eau ruissèlent des hauteurs du djebel Serj assez proche.
D'une hauteur de 32 mètres et d'une longueur en crête de 660 mètres, il peut retenir jusqu'à quatorze millions de mètres cubes d'eau dans un réservoir d'une superficie de 1 120 hectares. L'eau du réservoir est destinée à l'irrigation de cultures annuelles et arboricoles dans la région de Siliana avec un volume annuel prévu de sept millions de mètres cubes.
Le barrage en terre possède une conduite enterrée en béton armé, centrifugé et précontraint d'un mètre de diamètre pour l'évacuation des eaux.

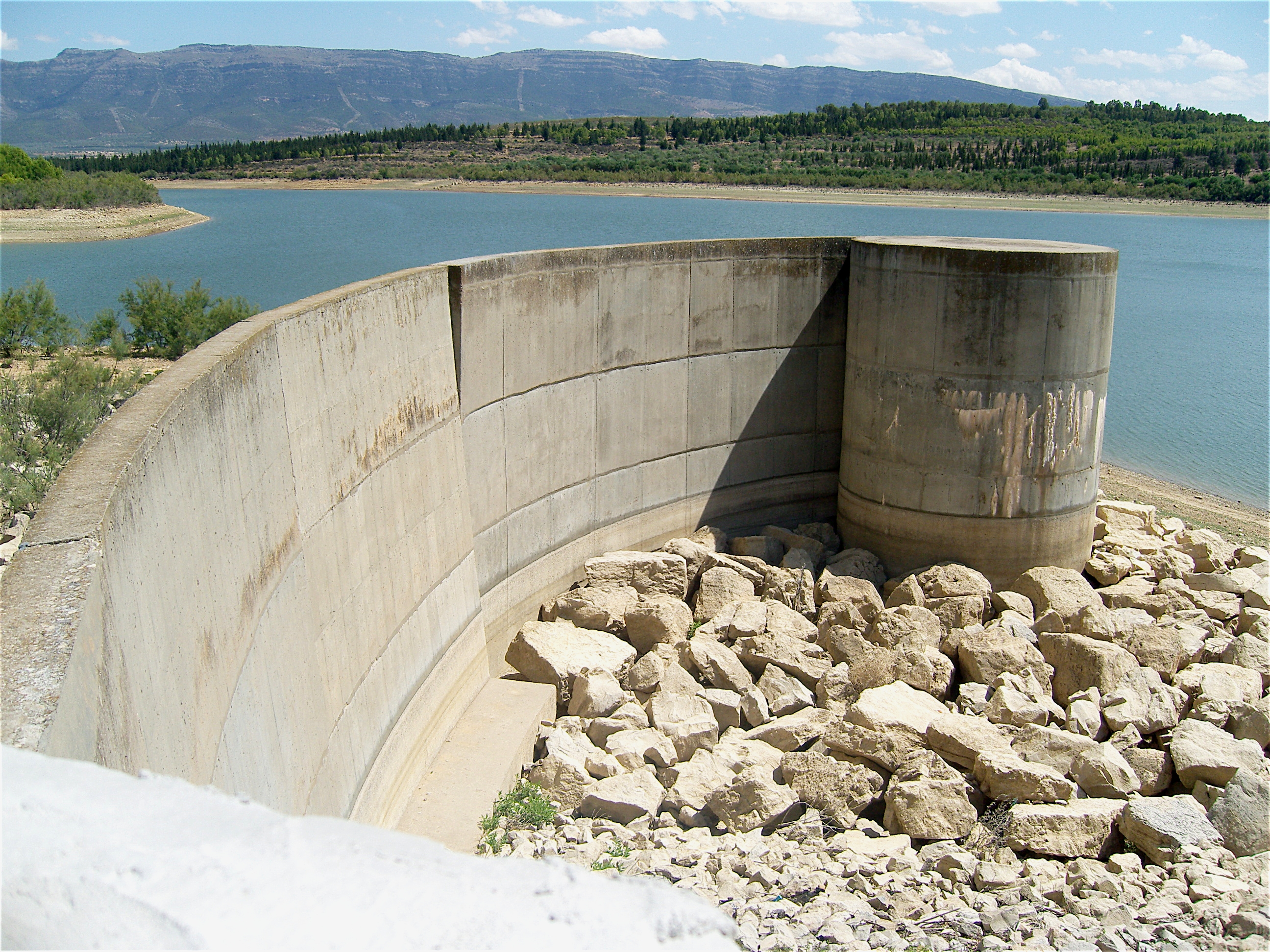
Ouvrage de protection du barrage Lakhmess.
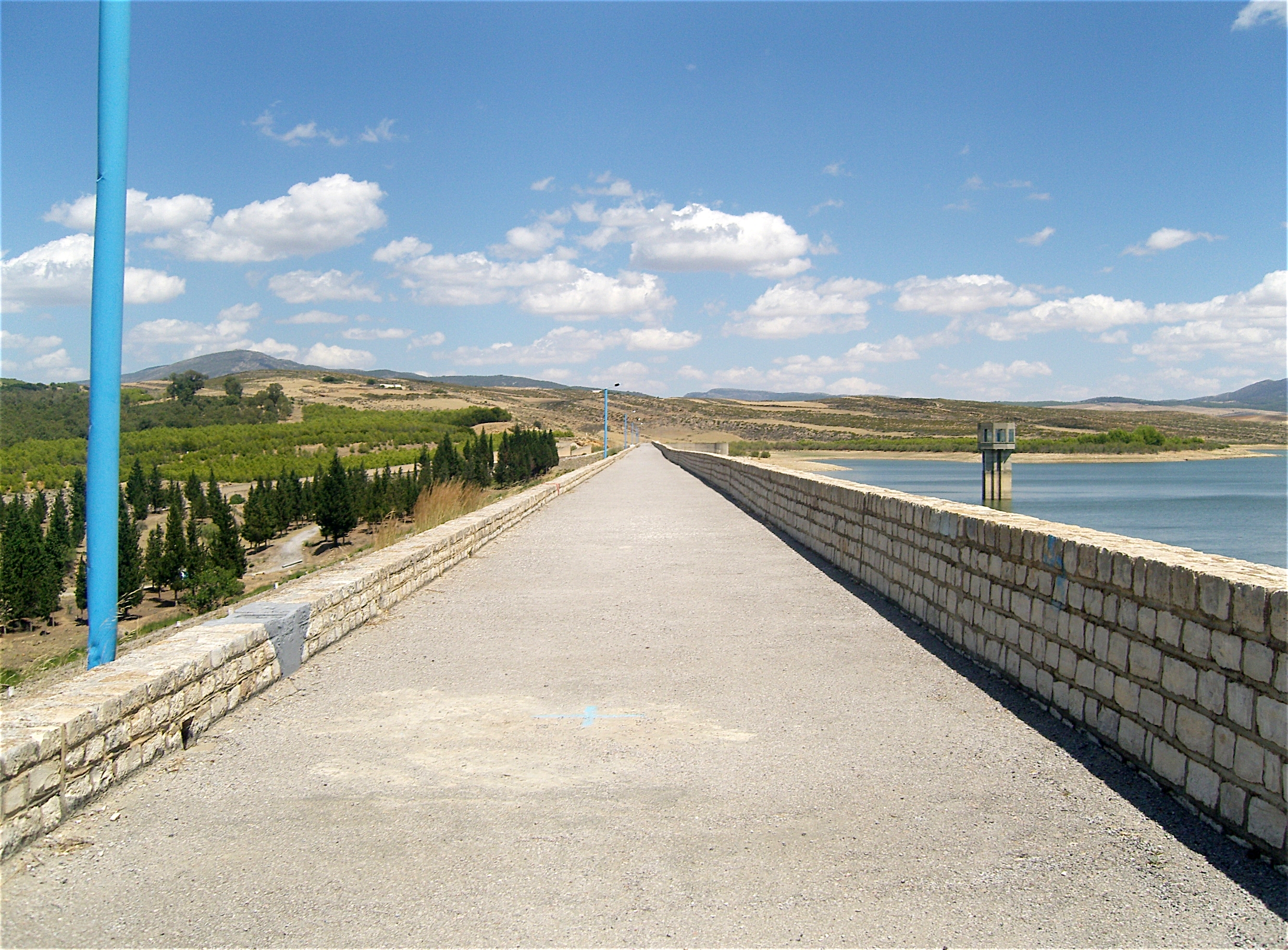
Vue de la crête du barrage Lakhmess.
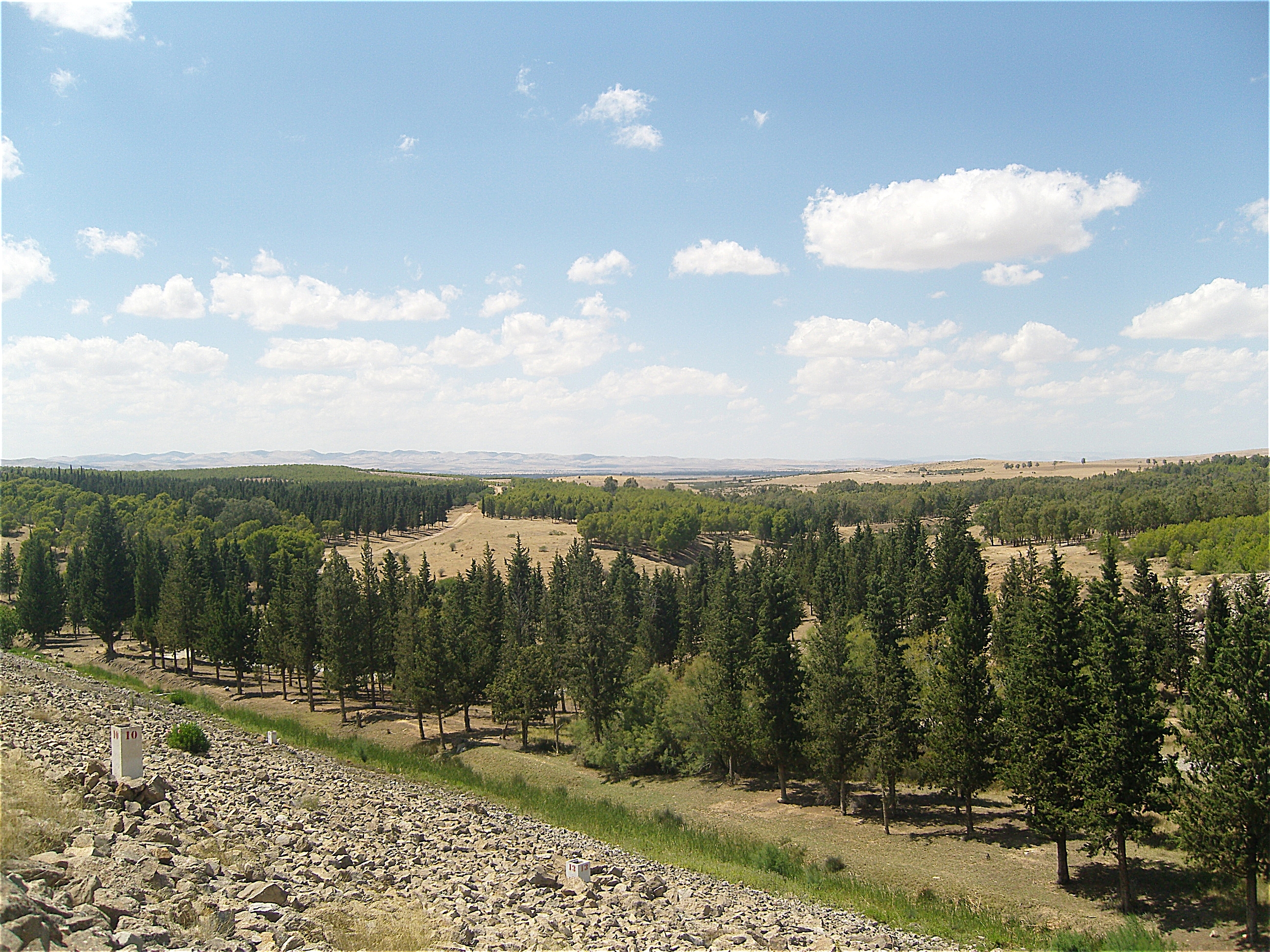
Vue de l'aval du barrage.